# Warnino (powiat białogardzki)
Warnino (niem. Warnin) – wieś sołecka w Polsce położona w województwie zachodniopomorskim, w powiecie białogardzkim, w gminie Tychowo. W latach 1975–1998 wieś należała do woj. koszalińskiego. Według danych UM, na dzień 31 grudnia 2014 roku wieś miała 193 stałych mieszkańców.
W skład sołectwa wchodzi także osada Giżałki.

## Położenie
Wieś leży w odległości ok. 6 km na wschód od Tychowa, przy drodze wojewódzkiej nr 169, między Tychowem a miejscowością Wełdkowo.

## Zabytki
- cmentarz z drugiej połowy XIX wieku.

## Przyroda
Ok. 2 km na zachód od wsi znajduje się Rezerwat przyrody „Cisy Tychowskie”.